# المخاليف الجنوبية (سيدي عبد جليل)
المخاليف الجنوبية هي إحدى مشيخات المملكة المغربية، تتبع جغرافيا لإقليم الصويرة وإداريًا لسيدي عبد جليل. يقدر عدد سكانها بـ 5434 نسمة حسب الإحصاء الرسمي للسكان والسكنى لسنة 2004.